# Trandafirul Albastru (grup artistic)

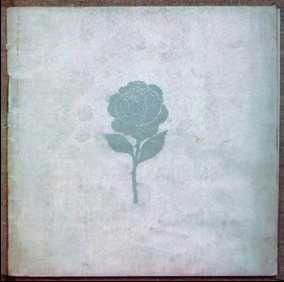
Pictura Trandafirul Albastru de Vassili Millioti (1907) este reprezentat pe coperta catalogului expoziției omonime, Trandafirul Albastru.

 Trandafirul Albastru  (în limba rusă Голубая роза) a fost un grup de artiști plastici ai avangardei ruse, care fuseseră inițial simboliști, și care au organizat o expoziție de picturi, cu același nume, Trandafirul Albastru, care a avut loc la Moscova, în 1907. Grupul a fost foarte activ timp de următori doi ani și mai puțin activ după aceea, în anii premergători Primului Război Mondial, după care membri săi au participat în alte grupuri ale avangardei ruse sau au avut cariere artistice distincte. Ca atare, grupul s-a autodizolvat, de la sine, prin migrarea artistică atât a membrilor săi activi, câ și a celor asociați sau simpatizanți.
Pe filiera de inspirație a romantismului timpuriu, mai exact a poemului Floare albastră, creație poetică romantică de vârf a germanului Novalis, grupul de artiști Trandafirul Albastru a împrumutat ideea și și-a luat numele acesta. Consecvent cu denumirea voit inspirațională a grupului, numele tabloului Trandafirul Albastru de Vasili Millioti și numele expoziției omonime, Trandafirul Albastru, au fost adoptate.

## Stil, inspirație
Stilul grupului a fost inspirat de pictorul Victor Borisov-Musatov, cunoscut pentru stilul său postimpresionist unic ce combina simbolismul, stilul decorativ și realismul, și care este considerat a fi, împreună cu Mihail Vrubel, fondatorul picturii simboliste ruse.
Numele acestui grup artistic al avangardei ruse a fost adoptat de membrii săi participanți prin referirea la cunoscuta poezia romantică Floare albastră a polimatului german Friedrich Leopold von Hardenberg, care adoptase pseudonimul artistic de Novalis, care este considerat a reprezenta romantismul timpuriu, cunoscut și ca Romantism Jena sau chiar, mai general, romantism german.

## Caracteristici
În lucrările grupului erau predominant subliniate tonalitățile medii pentru a construi un anumit ritm, accentuarea liniilor și ideea de a sugera eliminarea formei și a culorii.
Poetul și criticul artistic Vladimir Maiakovski, a afirmat despre grupul Trandafirul Albastru, în 1907, „Artiștii [plastici ai grupului] sunt îndrăgostiți de culoare și de linii.” 

## Compoziția grupului

### Pictori
- Anatoli Arapov (1876 - 1949)
- Pjotr Bromirsky (1886 - 1919)

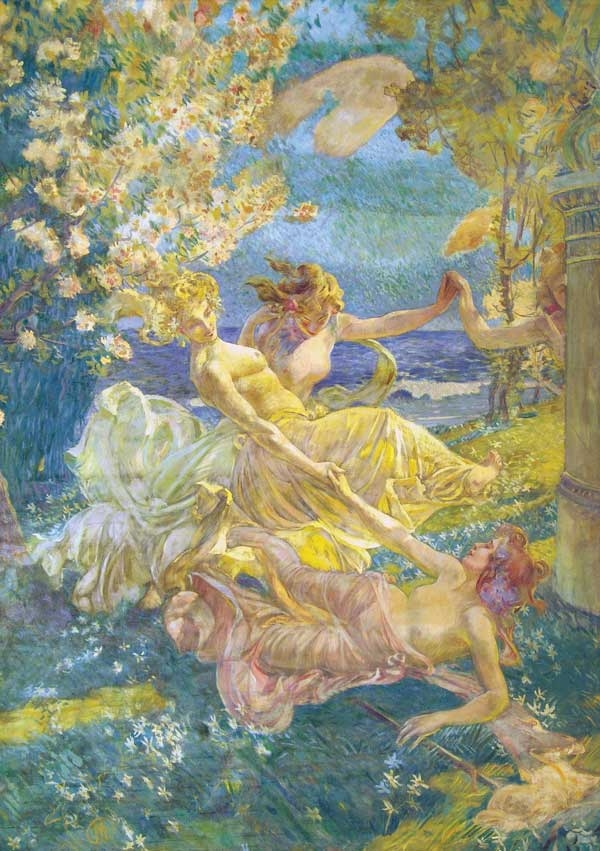
Nicolas Millioti, Trei nimfe (1902), tehnică mixtă, (dimensiuni 230 cm x 290 cm).

- Vladimir Drittenpreys (1878 - 1916)
- Nikolaj Feofilaktov (1876 - 1941)
- Artur Fonvizin (1883 - 1973)
- Ivan Knabe (1879 - 1910)
- Pavel Koeznetsov (1878 - 1968)
- Nikolaj Krymov (1884 - 1958)
- Aleksandr Matvejev (1878 - 1960)
- Nikolaj Milioti (1874 - 1962)
- Vasili Milioti (1875 - 1943)
- Pjotr Oetkin (1877 - 1934)
- Koezma Petrov-Vodkin (1878 - 1939)
- Nikolaj Rjaboesjinski (1877 - 1951)
- Nikolaj Sapoenov (1880 - 1912)
- Martiros Sarjan (1880 - 1972)
- Sergej Soedejkin (1882 - 1946)
- Petr Utkin (1877 - 1934)

### Sculptori
- Alexandre Matvéev
- Peter Ignatievitch Bromirsky

### Poeți
- Andreï Biély
- Valéri Brioussov
- Constantin Balmont

### Membri asociați
- Natalia Goncearova,
- Mihail Larionov,
- Kazimir Malevici,
- Vasili Kandinski a fost unul din membri asociați ai grupului și, fiind foarte apropiat de viziunea lor artistică, a participat cu anumite picturi la unele din expozițiile lor din Moscova, în perioada 1906 - 1910.

## Galerie

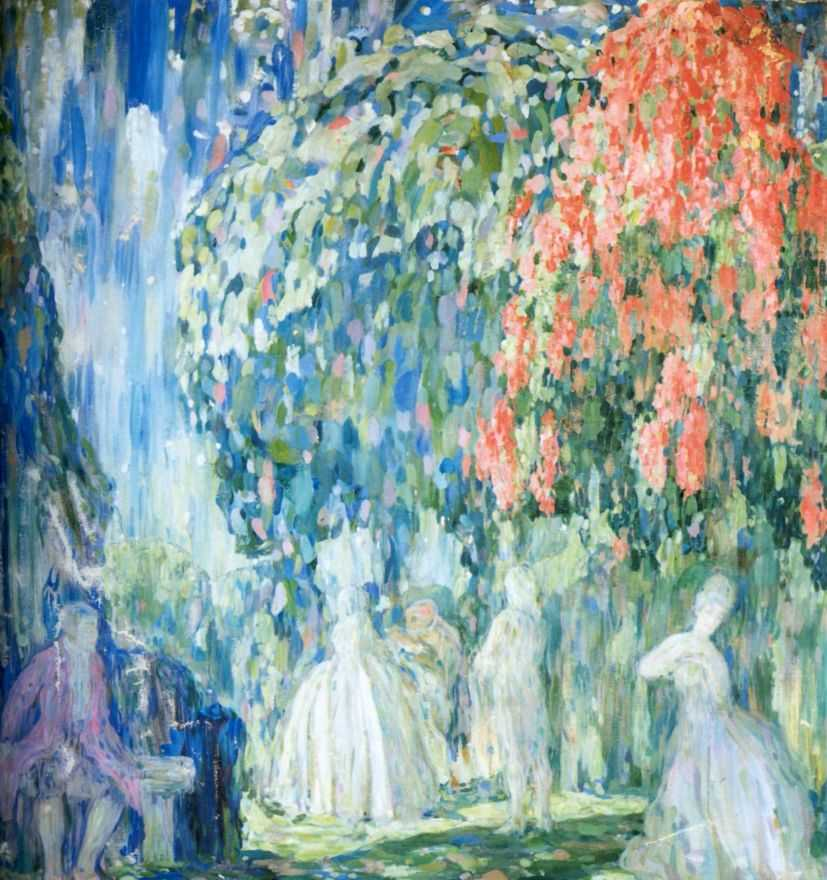
Nikolai Millioti - Sărbătoarea de seară
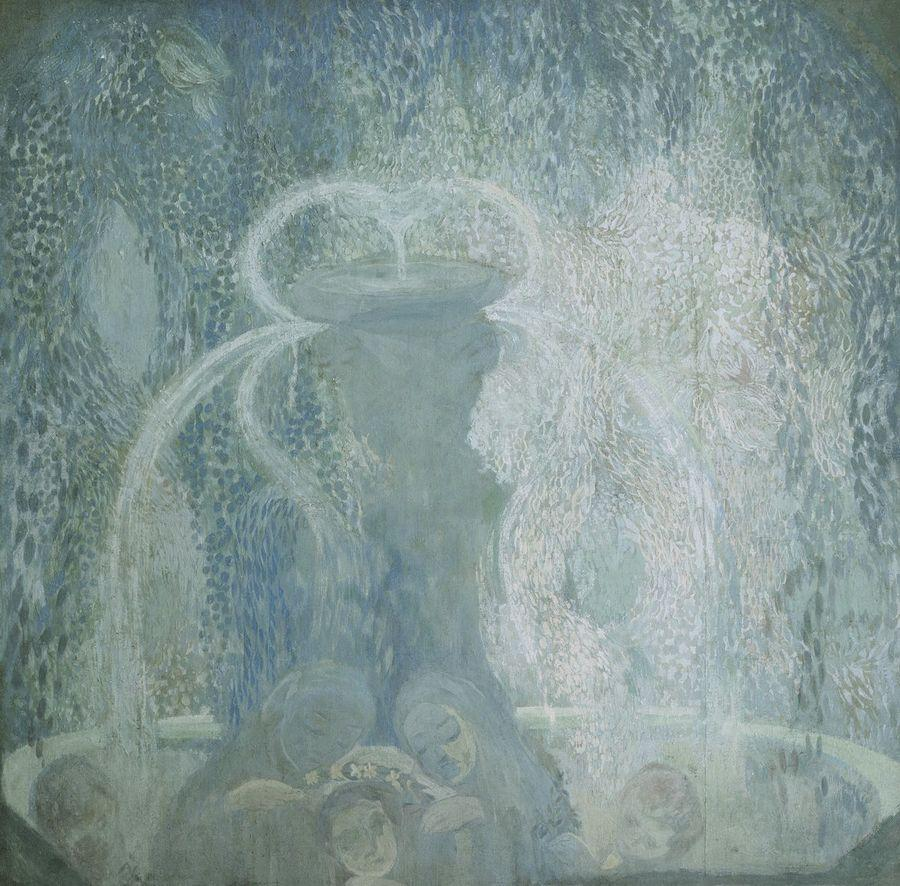
Pavel Kuznețov – Fântână albastră (1905)
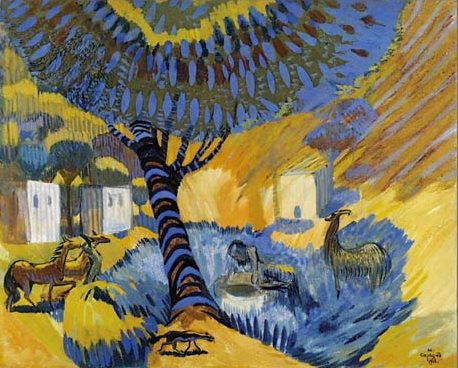
Martiros Sarian – Lângă izvor - Zi fierbinte (1908)
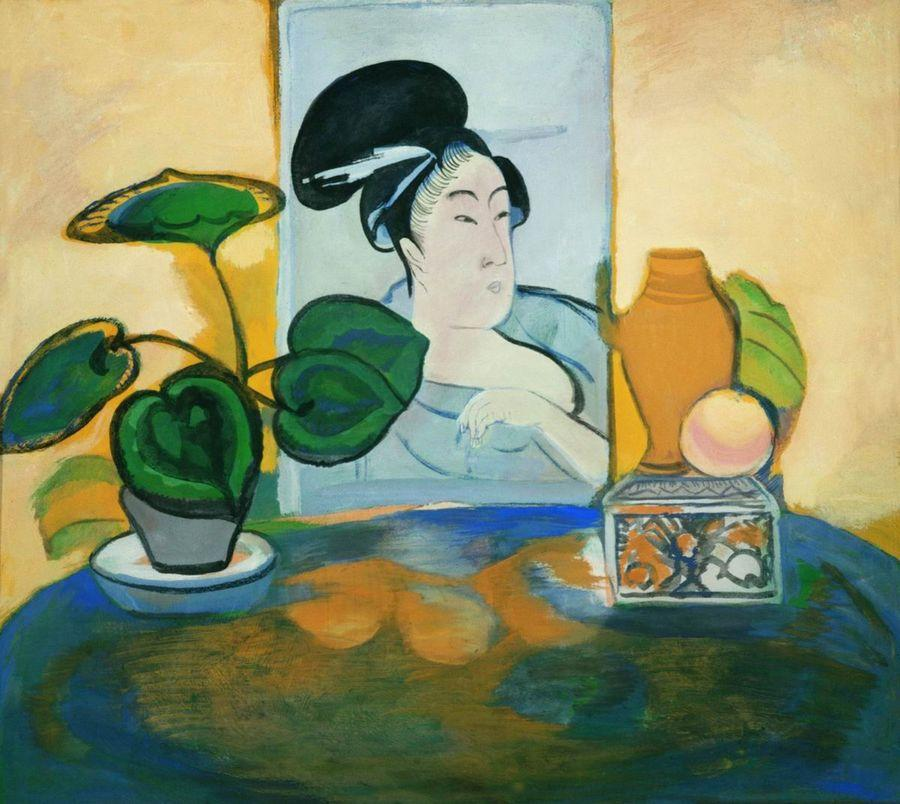
Pavel Kuznețov – Natură moartă cu o gravură japoneză (1912)
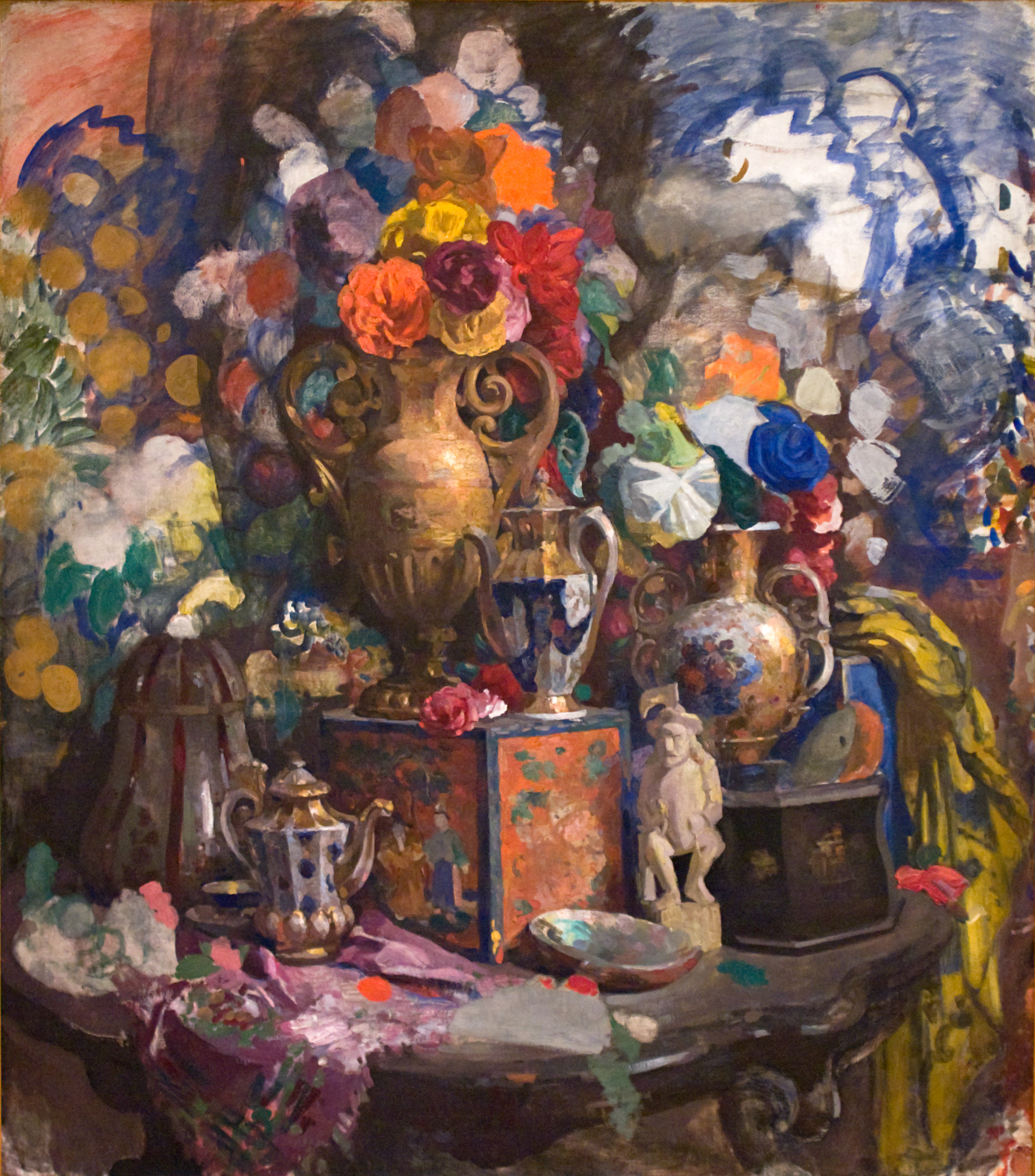
Nikolai Sapunov – Flori și porțelan (1912)

## ExpozițiaTrandafirul Albastru

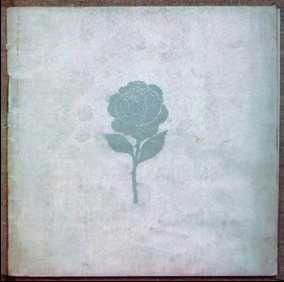
Tabloul originar, Trandafirul Albastru (1907) al pictorului rus avangardist, inițial simbolist, ulterior neo-primitivist, Vasili Millioti, care a constituit „inspirația” ulterioară pentru grupul artistic și expoziția omonime.

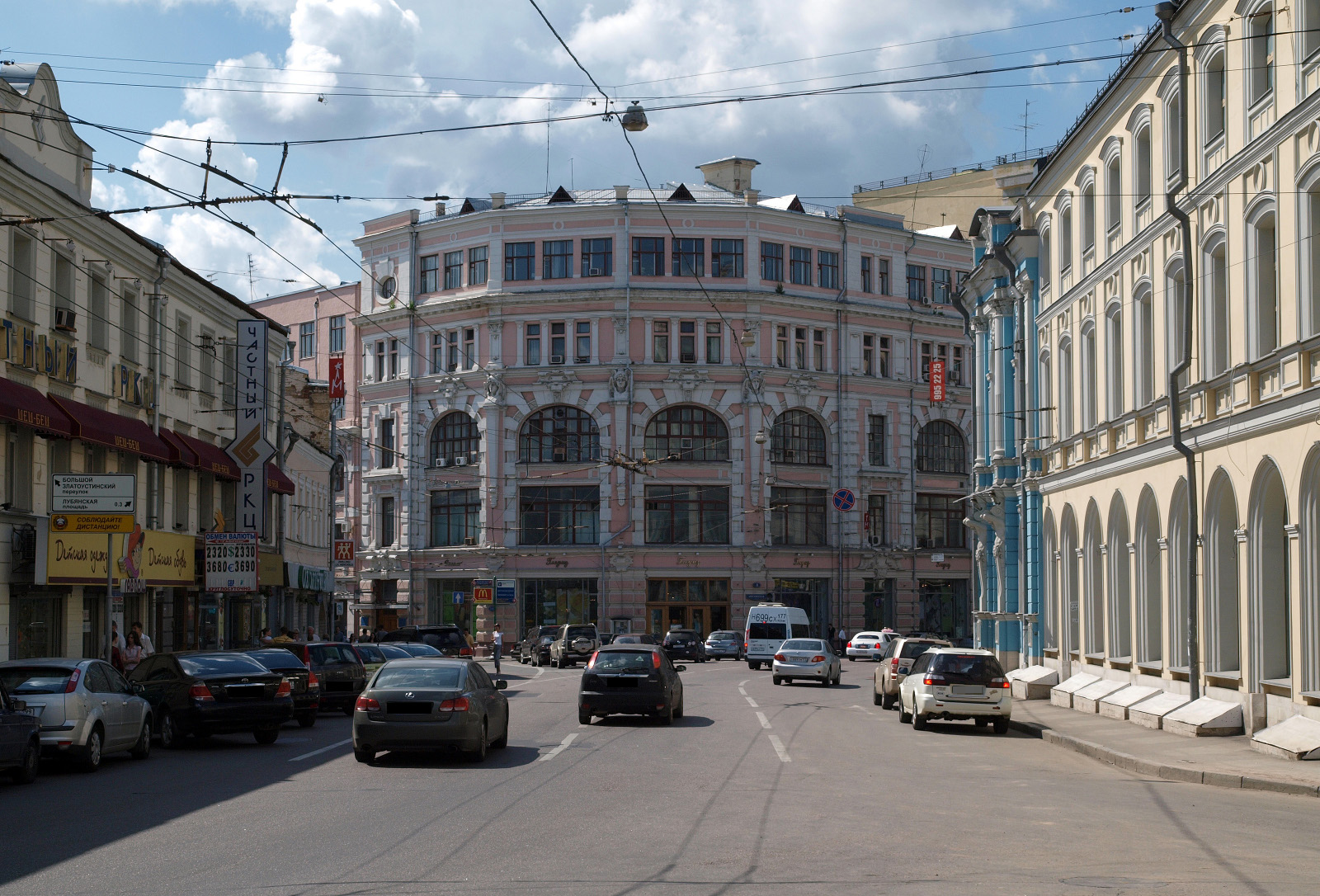
Locul unde expoziția Trandafirul Albastru a avut loc. Atunci fusese o clădire a societății comerciale «Société M.S. Kouznetsov» (strada Miasnitskaia, 8-2, architect Franz Schechtel). Astăzi, în același loc, se găsește un magazin de porțelanuri.

La această expoziție au participat artiști ruși, care fuseseră inițial asociați simbolismului, dar care foarte rapid au devenit parte a avangardei artistice ruse. Printre ei se pot enumera pictorii: Pavel Kouznetsov, Nikolaï Sapounov, Sergueï Soudeïkine, Nikolaï Krymov, Martiros Sarian, sculptorul Alexander Matveyev, dar și alți artiști avangardiști ai momentului respectiv.
Natalia Goncearova, Vasili Kandinski, Mihail Larionov, Kazimir Malevici, Vladimir Maiakovski, dar și alți artiști plastici, poeți, scriitori, diferiți artiști, ai numeroasei avangarde ruse din primele decenii ale anilor 1900, erau printre membri asociați și simpatizanți ai grupului.